# 묵림회
묵림회(墨林會)는 1960년 3월에 동양화가들이 창립한 단체이다. 서울대학교 미술대학 출신의 동양화가들이 중심을 이루는 동창그룹으로 설립목적은 동양화의 순수한 전통정신을 견지하며 새로운 현대의 형식을 추구한다는 것을 목표로 하고 있으나, 친목단체로의 성격이 짙었다. 연례적인 발표전을 가졌고 1968년경에 해체되어 회원의 일부는 새로 결성된 한국회화의 중심 멤버로 흡수되었다.

## 창립동인
| - 박세원 - 서세옥 - 안혜택 - 권영우 - 장운상 - 박순일 - 이순복 - 박노수 - 안상철 - 안혜영 - 최용걸 | - 정병숙 - 김백숙 - 전영화 - 민병갑 - 손명예 - 장선근 - 남궁훈 - 이학숙 - 김덕희 - 이윤영 - 신성식 | - 양정자 - 이순영 - 정영조 - 유효식 - 최애철 - 이덕인 - 이정애 - 정탁영 - 정영희 - 이영환 |